# 奧地利-埃斯特的瑪麗亞·特蕾莎 (1773-1832)
瑪麗亞·特蕾莎·約瑟法·約翰娜（德語：Maria Theresia Josefa Johanna，1773年11月1日—1832年3月29日）是撒丁王国王后和奥地利女大公。她的丈夫是撒丁国王維托里奧·埃馬努埃萊一世。
瑪麗亞·特蕾莎的父亲是奧地利-埃斯特大公和米兰公国总督斐迪南·卡尔，祖母是著名的奧地利女大公瑪麗亞·特蕾莎。她的母亲是埃斯特家族的成员，摩德納和雷焦公國的继承者。
1789年，十五岁的她和萨伏依的二十九岁的维托里奥·埃馬努埃萊结婚并诞下四名女兒。